# Djebel Serj
Le djebel Serj (arabe : جبل السرج) est une montagne calcaire située au centre de la Tunisie, au sein de la dorsale tunisienne. Il culmine à 1 357 mètres d'altitude.

## Toponymie

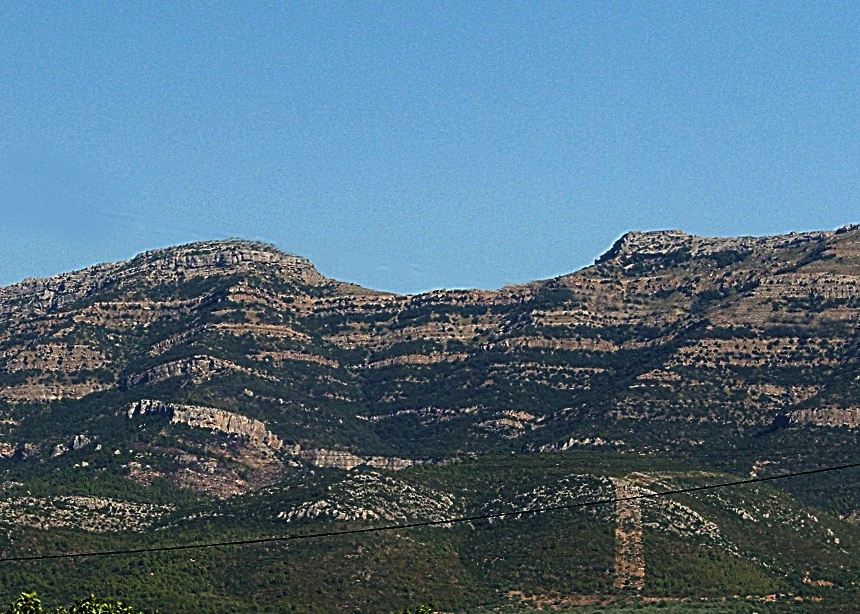
Zoom sur la forme de selle.

L'origine de l'appellation serj viendrait de la forme particulière d'une crête de la montagne qui se rapproche de la forme d'une selle (arabe : سرج). Ce rapprochement a beaucoup alimenté des légendes et des mythes autour de la formation de cette singularité au sein des populations avoisinantes du djebel.

## Géographie

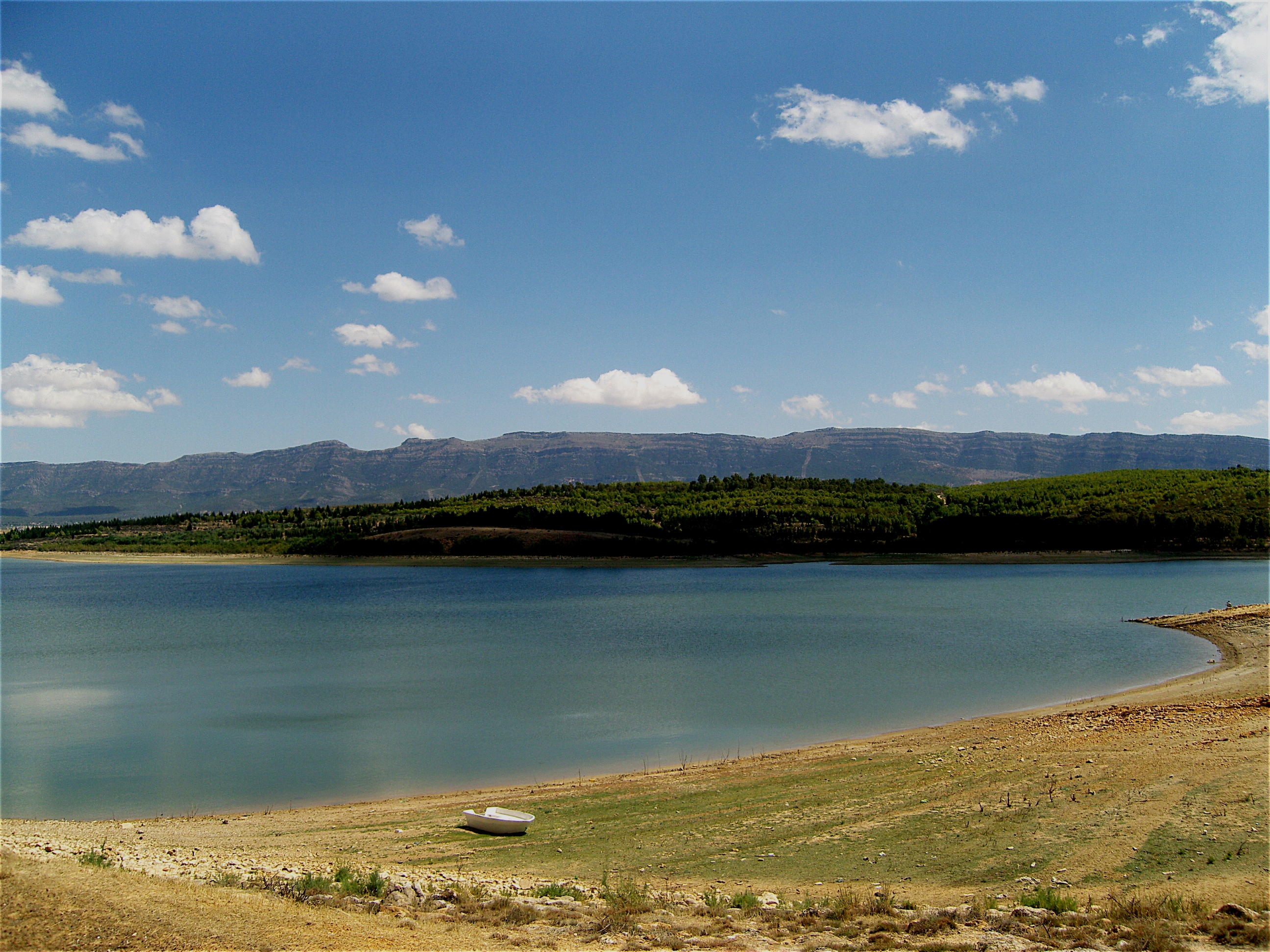
Djebel Serj surplombant le barrage Lakhmess.

Le djebel Serj est situé à vingt kilomètres au sud-est de Siliana et à soixante kilomètres au nord-ouest de Kairouan, au milieu de la dorsale, à mi-chemin entre Oueslatia et Bargou. Il mesure environ cinq kilomètres de large sur vingt kilomètres de long.
Son versant septentrional représente le bassin versant des principaux oueds qui alimentent le barrage Lakhmess.

## Histoire
En novembre 2015, une opération de ratissage a lieu au djebel Serj dans le cadre de la lutte anti-terroriste, sans toutefois conduire à une arrestation. Une opération du même genre en janvier 2016 conduit à la mort d'un présumé terroriste.
La montagne est également touchée par plusieurs incendies en juillet 2016 dans différentes zones.

## Activités

### Spéléologie
Cette montagne est considérée comme un haut lieu de la spéléologie en Tunisie : on y trouve en effet les plus belles cavités observées jusqu'à ce jour dont Aïn Dhab et la grotte de la Mine.

### Protection environnementale
La montagne est protégée au sein du parc national de Jebel Serj depuis le décret du 29 mars 2010. Celui-ci a une superficie de 17,2 km2.